# Hraniční dub v Kunraticích
Hraniční dub v Kunraticích je památný hraniční strom, který roste na severním okraji Kunratického lesa na křižovatce ulic Na ovčíně a U Kunratického lesa poblíž stanice metra C - Chodov.

## Parametry stromu
- Výška (m): 15,0
- Obvod (cm): 407
- Ochranné pásmo: ze zákona
- Datum prvního vyhlášení: 14.11.1998[1]
- Odhadované stáří: 250 let[2]

## Popis
Strom má mohutný kmen s bohatou korunou. Koruna však vlivem zhoršujících se podmínek na jeho stanovišti mírně proschla a také jeho kořenový systém byl částečně zalit asfaltem při úpravě komunikace. Jeho zdravotní stav je dobrý, v létě však trpí nedostatkem vody.

## Historie
Dub byl vysazen ve druhé polovině 18. století v době přeměřování katastrů a hranic pozemků a jako hraniční strom podléhal zvláštní ochraně. Váže se k němu pověst, že byl zasazen v době výstavby Nového hrádku (1411), ale jeho vzhled neodpovídá stáří 600 let.

## Památné stromy v okolí
- Skupina dubů letních na východním okraji Kunratického lesa
- Jilm vaz v Michelském lese
- Sekvojovce v Michelském lese

Turistická trasa
Okolo dubu vede turistická značená trasa  1007 od metra C-Roztyly k Zeleným domkům.